# Communauté de communes du Colombier
Pour les articles homonymes, voir Colombier.
La communauté de communes du Colombier est une ancienne communauté de communes située dans l'Ain et regroupant quatre communes. Elle a intégré la nouvelle communauté de communes Bugey Sud au 1er janvier 2014.

## Composition
Elle est composée des communes suivantes :
| Nom           | Code Insee | Gentilé      | Superficie (km2) | Population (dernière pop. légale) | Densité (hab./km2) |
| ------------- | ---------- | ------------ | ---------------- | --------------------------------- | ------------------ |
| Culoz (siège) | 01138      | Culoziens    | 19,36            | 3 029 (2014)                      | 156                |
| Béon          | 01039      | Béonais      | 10,30            | 467 (2014)                        | 45                 |
| Ceyzérieu     | 01073      | Ceyzériolans | 19,72            | 1 007 (2014)                      | 51                 |
| Lavours       | 01208      | Lavortins    | 6,30             | 137 (2014)                        | 22                 |

## Compétences
- Assainissement non collectif
- Politique du cadre de vie
- Création, aménagement, entretien et gestion de zone d'activités industrielle, commerciale, tertiaire, artisanale ou touristique
- Action de développement économique (Soutien des activités industrielles, commerciales ou de l'emploi, soutien des activités agricoles et forestières...)
- Tourisme
- Construction ou aménagement, entretien, gestion d'équipements ou d'établissements culturels, socioculturels, socioéducatifs, sportifs
- Établissements scolaires
- Aménagement rural
- Opération programmée d'amélioration de l'habitat (OPAH)
- Autres

## Historique
- 31 décembre 2013 : dissolution et fusion dans la communauté de communes Bugey Sud
- 13 juin 2006 : Modification des compétences et de certaines règles de fonctionnement
- 30 juin 2005 : Transfert d'une compétence et modification du poste comptable
- 29 mars 2002 : Modification du conseil de communauté : 15 délégués titulaires
- 28 décembre 2001 : Rajout de la compétence études d'aménagement
- 28 décembre 2001 : Transformation du district en communauté de communes
- 11 avril 1996 : Rajout opération programmée d'amélioration de l'habitat
- 24 mai 1993 : Le district est constitué pour une durée illimitée
- 17 juillet 1992 : Création

## Pour approfondir